# Versión podálica
La versión podálica es un procedimiento obstétrico en el cual el feto se gira dentro del útero, de manera que uno o ambos pies se presenten a través del cérvix durante el parto. Se utiliza con mayor frecuencia en casos en los que el feto se encuentra en una posición transversal u otra posición anómala dentro del útero. En la medicina moderna, estas presentaciones se abordan cada vez con más frecuencia mediante una cesárea. Según Steven Gabbe, «no hay lugar para la versión podálica interna ni para la extracción en podálica en el manejo de presentaciones transversales, oblicuas o inestables en embarazos únicos debido a la alta e inaceptable tasa de complicaciones fetales y maternas».
La versión podálica tiene una larga historia que se remonta a Hipócrates. Cayó en desuso con el paso de los siglos hasta que Ambroise Paré lo recuperó en el siglo XVI.
La versión podálica puede ser externa o interna. La versión externa consiste en aplicar presión sobre el abdomen de la persona gestante desde el exterior del cuerpo con el objetivo de guiar al feto a la presentación de parto deseada. La versión interna consiste en una serie de maniobras realizadas antes de la extracción de un feto en presentación podálica para extraer un feto con una posición transversal u oblicua persistente en la segunda etapa del parto. Se utiliza con mayor frecuencia para el parto de un segundo gemelo después del nacimiento vaginal del primero y puede acelerar la entrega en caso de bradicardia profunda.
Cada vez más se recurre a cesárea en caso de nacimiento de un segundo bebé, pero se asocia a sus propias morbilidades físicas y emocionales y puede causar un retraso innecesario en el parto.